# Heinrich Trumheller
Heinrich Trumheller né le 1er juillet 1972 à Naltchik en Union soviétique, est un coureur cycliste allemand, professionnel entre 1992 et 2000. Il est notamment champion d’Allemagne sur route en 1992. 

## Biographie
Heinrich Trumheller est né en Union soviétique, où il grandit dans une famille d'allemands de la Volga. Il est entraîné par son père, lui-même ancien coureur cycliste. En 1990, la famille émigre en Allemagne et s'installe à Donaueschingen.
Grand espoir du cyclisme allemand, il remporte en 1991 chez les amateurs Köln-Schuld-Frechen, ainsi que le Tour de Slovaquie. Il passe professionnel l'année suivante au sein de l'équipe Helvetia-Fichtel & Sachs. En 1992, il remporte à seulement 19 ans le championnat d'Allemagne sur route et termine sixième du Tour de Suisse. Rudi Altig dit alors de lui qu'il est « l'un des plus grands espoirs du cyclisme allemand de ces dix dernières années ». Néanmoins, s'il remporte en 1998 l'Internationale Ernst-Sachs-Tour, il n'obtient pas le succès attendu les années suivantes et ne parvient pas à répondre aux attentes. Il arrête sa carrière à la fin des années 1990 et totalise cinq victoires lors de sa carrière professionnelle.
En 2014, Trumheller déclare publiquement qu'à partir du milieu des années 1990, des équipes entières ont soudainement commencé à courir « comme si elles venaient d'une autre planète ». Il affirme avoir obtenu ses plus grands succès « proprement » et, pendant longtemps, avoir couru « à l'eau claire ». Il essaye finalement l'EPO lui-même, mais sans bénéficier de programme de dopage structuré et supervisé médicalement. Il explique que si son père l'avait élevé dans l'équité et l'honnêteté, il était dans une situation désespérée à l'époque.
Après sa carrière, il vit à Nuremberg et tient une boutique de charcuterie spécialisée dans les produits d'Europe de l'Est.

## Palmarès
- 1991
  - Köln-Schuld-Frechen
  - Tour de Slovaquie
  - 2e du Championnat de Zurich amateurs
- 1992
  -  Champion d’Allemagne sur route
  - 2e du Wartenberg Rundfahrt
  - 6e du Tour de Suisse
- 1993
  - 3e de Montecarlo-Alassio
- 1997
  - 5e étape secteur b du Tour de Saxe
  - 3e du Rund um Düren
  - 3e du championnat d'Allemagne de course en côte
- 1998
  - Internationale Ernst-Sachs-Tour
- 2000
  - 3e étape du Tour de Saxe